# Sit cardenal groc
El sit cardenal groc (Gubernatrix cristata) és un ocell de la família dels tràupids (Thraupidae). bell exemplar que sol habitar tota la zona pampeana del centre de l'Argentina, i al Brasil, el Paraguai, Uruguai.
Actualment l'espècie està protegida a causa de la seva caça i la destrucció del seu hàbitat natural on l'ús de planes per al sembrat i la utilització de pesticides ho posen en risc.
El seu cos consta de copete i gola negra. Cella i malar grocs. Dors estriat d'oliva i negre. Ventral groc verdós. Cua groga amb timoneres centrals negres. En aconseguir la seva adultesa el mascle i la femella es diferencien solament en el to i intensitat del colorit de les seves plomes.